# Norkino (rejon bałtaczewski)
Norkino (ros. Норкино) – wieś (dieriewnia) w Rosji, w Baszkortostanie, w rejonie bałtaczewskim. W 2010 liczyła 406 mieszkańców.